# Canton de Gros-Morne
Le canton de Gros-Morne est une ancienne division administrative française située dans le département et la région de la Martinique.

## Géographie
En Martinique, le canton de Gros-Morne correspondait à la seule commune de Gros-Morne dans l'arrondissement de La Trinité.

## Histoire
À la suite des élections territoriales de décembre 2015 concernant la collectivité territoriale unique de Martinique, le conseil régional et le conseil général sont remplacés par l'assemblée de Martinique. De fait, les cantons disparaissent.

## Administration
| Période                                                 | Période       | Identité             | Étiquette    | Qualité                                                        |
| ------------------------------------------------------- | ------------- | -------------------- | ------------ | -------------------------------------------------------------- |
| 1958                                                    | 1967 (décès)  | Aristide Maugée      | PPM          | Professeur de lettres Maire de Gros-Morne (1956-1967)          |
| 1967                                                    | 1982          | Guillaume Ménil      | DVD          | Maire de Gros-Morne (1967-1983)                                |
| 1982                                                    | 2001          | Anicet Turinay       | RPR puis DVD | Instituteur Député (1993-2002) Maire de Gros-Morne (1983-2008) |
| 2001                                                    | 2008          | Albert Jean-Zéphirin | DVD          | Enseignant Maire de Gros-Morne (2008-2014)                     |
| 2008                                                    | décembre 2015 | Raphaël Vaugirard    | PS           | Conseiller municipal de Gros-Morne                             |
| Les données antérieures ne sont pas encore mentionnées. |               |                      |              |                                                                |

## Composition
Le canton de Gros-Morne se composait uniquement de la commune de Gros-Morne et comptait 10 250 habitants (population municipale) au 1er janvier 2012,.

## Démographie
| 1961 | 1967   | 1974   | 1982  | 1990   | 1999   | 2006   | 2009   | 2012   |
| ---- | ------ | ------ | ----- | ------ | ------ | ------ | ------ | ------ |
| -    | 10 541 | 10 038 | 9 276 | 10 143 | 10 665 | 10 875 | 10 686 | 10 250 |